# 阿布羅斯足球俱樂部
阿布羅斯足球俱樂部（Arbroath F.C.）是蘇格蘭的一家足球俱樂部。主場位於安格斯阿布羅斯盖伊菲尔德球场。球队参加蘇格蘭足球冠軍聯賽。俱乐部成立于1878年。俱乐部的球衣是栗色的条纹。他们的昵称是“红灯”，指的是用来指引北海的渔船返回港口用的红灯。阿布羅斯足球俱樂部和邻近的蒙特羅斯足球會以及当地的福弗爾競技足球俱樂部和布里金城足球會有长期的和强烈的竞争。

## 历史

### 进球记录
1885年9月12日阿布羅斯足球俱樂部在蘇格蘭足總盃比赛时以36：0战胜邦阿科德足球俱乐部，而且还有5到7个球被因为越界没有被算进去，创下了世界记录。这是阿布羅斯足球俱樂部最著名的成就。约克·皮特里在比赛中进13个球，是英国职业足球在一场比赛中单数进球的记录。

### 近年历史
近年来阿布羅斯足球俱樂部的成绩不一。在1996/97年赛季里阿布羅斯足球俱樂部跌落到苏格兰职业足球的低谷，成为苏格兰足球丙级联赛最后一名。但是在下一个季度里他们又重返乙級聯賽。他们在乙级联赛待了三年，然后晋升入甲級聯賽。在甲级联赛的第一个季度里他们名列第7名，比保级高出13分。但是在2002/03年赛季里阿布羅斯足球俱樂部明显困难重重，最后他们落到最后一名，比保级的阿洛厄竞技足球俱乐部低20分。在2003/04年赛季里阿布羅斯足球俱樂部差点再次降级，只有在赛季的最后一天他们避免了降级的厄运。但是在2004/05年赛季里阿布羅斯足球俱樂部于2005年4月30日被鄧巴頓足球會以3：0击败，因此无法逃避在下一个赛季下降到丙级的命运。在此后几个赛季里阿布羅斯足球俱樂部从丙级上升到甲级，然后又落到丙级。在2005/06赛季里他们在丙级达到第4名，2006/07赛季里达到第二名，但是没有能够升级。2007/08赛季里他们名列第三。阿布羅斯季后赛的对手是斯特蘭拉爾足球會。在自己的场地上他们以2：0战胜对手。在斯特蘭拉爾的场地上阿布羅斯在后半场因为红牌只剩下十人，最后捍卫了2:1而升级。
2008/09年赛季里阿布羅斯足球俱樂部能够巩固他们在乙级联赛里的地位。虽然他们开局不错但是此后的一系列败局使得他们很快落入列表的后半部。通过加入一系列新球员球队的成绩变好。阿布羅斯足球俱樂部能够保证自己肯定不会降级。最后他们名列第7名。
2009/10年赛季开始时阿布羅斯似乎无可挽回地坠落。此后他们胜负不定，在赛季的最后几周里他们试图避免降级。在最后一场比赛里双方都孤注一掷来避免进入季后赛，但是最后还是没有成功。在季后赛的决赛中阿布羅斯足球俱樂部以0：2败北。他们降级。
2010/11年赛季阿布羅斯足球俱樂部重返乙级联赛。此后数赛季里俱乐部成绩不稳定。一开始他们几乎到达联赛前列，但是他们缺乏专业性，因此一开始的结果被慢慢磨灭，最后连输三场。最后他们进入季后赛并在半决赛中败北。2012/13年赛季的成绩平平。他们勉强避免了季后赛。
2013/14年赛季非常糟糕。阿布羅斯足球俱樂部起步平凡，但是他们在14场比赛中没有能够赢一场，因此自动降级。这是他们11年内第4次降级。2014/15年赛季的结果更加糟糕。阿布羅斯足球俱樂部连续16场没有赢一次。
2015/16年赛季球队的成绩也不佳。他们甚至面临从丙级降级的危险。最后他们名列第9名。
2016/17年赛季阿布羅斯足球俱樂部的战绩大转。在大多数时间里他们是第2名。最后他们甚至能够达到第一名。
虽然阿布羅斯足球俱樂部要和拉夫流浪足球會这样的强竞争者对抗他们依然能够名列前茅。最后他们获得冠军。
2018/1年赛季阿布羅斯足球俱樂部始终没有陷入重返丙级联赛的危险，反而他们始终位于进入升级季后赛的边缘。他们两次战胜因弗内斯足球俱乐部，是唯一在邓迪联足球俱乐部自己的主球场上战胜他们的球队。2019/20年赛季提前结束时他们名列第5名。

## 球场
盖伊菲尔德球场不是阿布羅斯足球俱樂部原始的球场。他们原来的球场就在附近，叫小盖伊菲而德。目前的球场是英国靠海最近的球场，是一个开放的传统式的球场。和过去一样在半场换场地的时候双方的观众也会交换场地，站在自己方球门的背后。球场三面有开放的观众台，四面都有关闭的观众台。在风暴天气里海浪直接打击到球场四周的墙上。

## 对手
阿布羅斯足球俱樂部最主要的对手是蒙特羅斯足球會。双方的第一场比赛是在1888年，当时阿布羅斯以6：2赢。与布里金城足球會和福弗爾競技足球俱樂部也有比较小的对手关系。在2018/19年赛季里所有四个球队都聚集在一个联赛中。

## 俱乐部歌
俱乐部歌就叫阿布羅斯足球俱樂部歌，一般在比赛前会在赛场上放。

## 外部連結
- Official site （页面存档备份，存于）
- Unofficial Arbroath fan site
- Arbroath Mad fan site （页面存档备份，存于）
- Relichtie historic nostalgia site